# STAP1
STAP1 (англ. Signal transducing adaptor family member 1) – білок, який кодується однойменним геном, розташованим у людей на короткому плечі 4-ї хромосоми.  Довжина поліпептидного ланцюга білка становить 295 амінокислот, а молекулярна маса — 34 291.
| 10         |  | 20         |  | 30         |  | 40         |  | 50         |
| ---------- |  | ---------- |  | ---------- |  | ---------- |  | ---------- |
| MMAKKPPKPA |  | PRRIFQERLK |  | ITALPLYFEG |  | FLLIKRSGYR |  | EYEHYWTELR |
| GTTLFFYTDK |  | KSIIYVDKLD |  | IVDLTCLTEQ |  | NSTEKNCAKF |  | TLVLPKEEVQ |
| LKTENTESGE |  | EWRGFILTVT |  | ELSVPQNVSL |  | LPGQVIKLHE |  | VLEREKKRRI |
| ETEQSTSVEK |  | EKEPTEDYVD |  | VLNPMPACFY |  | TVSRKEATEM |  | LQKNPSLGNM |
| ILRPGSDSRN |  | YSITIRQEID |  | IPRIKHYKVM |  | SVGQNYTIEL |  | EKPVTLPNLF |
| SVIDYFVKET |  | RGNLRPFICS |  | TDENTGQEPS |  | MEGRSEKLKK |  | NPHIA      |

A: Аланін

C: Цистеїн

D: Аспарагінова кислота

E: Глутамінова кислота

F: Фенілаланін

G: Гліцин

H: Гістидин

I: Ізолейцин

K: Лізин

L: Лейцин

M: Метіонін

N: Аспарагін

P: Пролін

Q: Глутамін

R: Аргінін

S: Серин

T: Треонін

V: Валін

W: Триптофан

Кодований геном білок за функцією належить до фосфопротеїнів. 
Локалізований у цитоплазмі, ядрі, мітохондрії.